# Андерсон (Нью-Джерсі)
Андерсон (англ. Anderson) — переписна місцевість (CDP) в США, в окрузі Воррен штату Нью-Джерсі. Населення — 306 осіб (2020).

## Географія
Андерсон розташований за координатами 40°45′43″ пн. ш. 74°55′46″ зх. д. / 40.76194° пн. ш. 74.92944° зх. д. (40.761867, -74.929543).  За даними Бюро перепису населення США в 2010 році переписна місцевість мала площу 2,44 км², з яких 2,44 км² — суходіл та 0,01 км² — водойми. В 2017 році площа становила 2,31 км², з яких 2,30 км² — суходіл та 0,01 км² — водойми.

## Демографія
Згідно з переписом 2010 року, у переписній місцевості мешкали 342 особи в 128 домогосподарствах у складі 104 родин. Густота населення становила 140 осіб/км².  Було 155 помешкань (63/км²).
Расовий склад населення:
| - 63,2 % — білих - 25,7 % — чорних або афроамериканців - 2,9 % — азіатів - 2,0 % — корінних американців - 2,3 % — осіб інших рас |

До двох чи більше рас належало 3,8 %. Частка іспаномовних становила 11,7 % від усіх жителів.
За віковим діапазоном населення розподілялося таким чином: 23,7 % — особи молодші 18 років, 57,9 % — особи у віці 18—64 років, 18,4 % — особи у віці 65 років та старші. Медіана віку мешканця становила 42,3 року. На 100 осіб жіночої статі у переписній місцевості припадало 85,9 чоловіків;  на 100 жінок у віці від 18 років та старших — 89,1 чоловіків також старших 18 років.
Середній дохід на одне домашнє господарство  становив 80 108 доларів США (медіана — 72 167), а середній дохід на одну сім'ю — 80 108 доларів (медіана — 72 167). 
Цивільне працевлаштоване населення становило 146 осіб. Основні галузі зайнятості: виробництво — 20,5 %, транспорт — 17,8 %, освіта, охорона здоров'я та соціальна допомога — 14,4 %, роздрібна торгівля — 13,7 %.